# Operação Esmeralda
A Operação Esmeralda foi uma operação militar levada a cabo pelas Forças Armadas Portuguesas em Angola durante a Guerra do Ultramar. Teve por objectivo a reocupação da serra da Pedra Verde, onde se haviam instalado grupos de guerrilheiros da UPA.
O pico da Pedra Verde situa-se numa região montanhosa rodeada por matas densas, com acessos muito difíceis, razão pela qual fora escolhida pela UPA como base de operações após serem expulsos de Nambuangongo pelas Forças Armadas Portuguesas no âmbito da Operação Viriato. Na Pedra Verde os guerrilheiros dispunham de um campo de treino e até de uma fábrica ou oficina de produção de armas artesanais, conhecidas como "canhangulos". O espaço era considerado de elevado valor estratégico pois situava-se na chamada "Estrada do Café", que ligava Luanda a Carmona (actual Uíge) e servia numerosas fazendas de produção de café na região.
Durante a Operação Viriato, foi dado ao Batalhão de Caçadores nº 114, comandado pelo tenente-coronel Oliveira Rodrigues e ao Batalhão de Caçadores nº 96, comandada pelo tenente-coronel Maçanita, a missão de reconquistar Nambuangongo, ocupada por forças da UPA. Para este fim foram enviadas a Nambuangogo três colunas separadas por três rotas diferentes e quando a coluna comandada pessoalmente pelo tenente-coronel Maçanita chegou a Úcua, obteve informações de que forças da UPA se encontravam instaladas na Pedra Verde. Comunicada a informação ao comando superior, recebeu ordens para reconhecer a região mas foi repelido por fogo de espingardas e metralhadoras inimigas. Estas informações foram postas em dúvida pelo comando devido à inexperiência do Batalhão de Caçadores 96 e devido ao facto de que até ali os guerrilheiros haviam utilizado apenas espingardas artesanais e catanas. Para esclarecer a situação, o comando enviou a 4º Companhia de Caçadores Especiais, comandada por Luís Artur Carvalho Teixeira de Morais, a reconhecer o local por ser a unidade mais experiente que tinha.
A coluna da CCE 4 saiu de Luanda a 26 de Julho, acompanhado pelos jornalistas Magalhães Monteiro da Rádio Clube de Moçambique, Artur Peres e Óscar Machado da Emissora Oficial de Angola, Xarula de Azevedo do Jornal Comércio de Luanda e António Maria Zorra de Moçambique. Naquele dia chegaram a Úcua. A partir dali a progressão só podia ser feita lentamente através de uma picada aberta e ao fim de três horas e meia de combate entre a CCE 4 e os guerrilheiros, os portugueses recuaram por escassez de munições, tendo sido apoiados pelo 3.º Pelotão da Bataria de Artilharia n.º 147 instalado em Úcua.
Após a reocupação de Nambuangongo, as Forças Armadas Portuguesas mantiveram o ímpeto e assumiram a iniciativa, o que surpreendeu a guerrilha. A Operação Esmeralda teve início a 13 de Setembro de 1961. O Grupo de Artilharia de Campanha nº 157 apoiou o avanço das tropas portuguesas até Pedra Verde, estando as suas baterias de artilharia posicionadas na Roça Quibaba com seis obuses de 7,5cm e dois obuses de 8,8cm, que durante a noite atingiram algumas posições adjacentes à Pedra Verde. A Pedra Verde foi reocupada a 20 de Setembro e os guerrilheiros sobreviventes juntaram-se aos cerca de 150,000 bacongos que se refugiaram no Congo-Kinshasa, tendo a UPA lançado pequenos ataques a partir de bases estabelecidas perto da fronteira com Angola.
A 3 de Outubro foi reocupada a última base da UPA, em Caiongo, permitindo ao governador Venâncio Deslandes dar a operação por concluída uns dias mais tarde. Após a queda da Pedra Verde, as forças portuguesas recuperaram o controlo do território na região dos Dembos onde a UPA se tinha implantado. Esta foi considerada, no entanto, uma vitória sobretudo psicológica.